# Акимушкин, Николай Никитич
Никола́й Ники́тич Аки́мушкин (1925, дер. Ухорь, Рязанская губерния — 1973) — советский скульптор, художник-график, иллюстратор, плакатист. Муж скульптора В. М. Акимушкиной.

## Биография
Родился 9 мая 1925 года в деревне Ухорь Рязанской губернии. В 1940—1945 годах учился в МХПУ им. М. И. Калинина у Б. Н. Ланге и П. В. Сурикова. В 1945—1947 годах преподавал в Федоскинской профтехшколе. С 1956 года принимал участие в художественных выставках.
Сотрудничал с издательством «Искусство». Автор плакатов: «Советским военным морякам слава!» (1952), «Слава Советской Армии и Военно-Морскому флоту, стоящим на страже мира и безопасности нашей Родины!» (1952), «Да здравствует 35-я годовщина Великой Октябрьской социалистической революции!» (1952), «На страже мира» (1953, совместно с Н. И. Терещенко), «Больше мебели красивой и прочной!» (1954), «Слава родине Октября!» (1958), «Споемте, друзья!» (1950-е).
Автор рисунков для почтовых марок: «Советская женщина — активный строитель коммунизма» (1962), «Стройки коммунизма» (1962) «200 лет Дмитровскому фарфоровому заводу» (1966), «Писатели нашей Родины» (1966), «Учёные нашей Родины» (1966).
Также Н. Н. Акимушкину принадлежит авторство ряда памятных медалей, в частности «В. И. Ленин» (бронза, 1957, 1-я премия Министерства культуры СССР), в честь запуска в СССР первой в мире
космической ракеты (бронза, 1960), «В память 50-летия Советской власти в СССР. 1917—1967 г.» и «100 лет Государственному историческому музею».